# 約瑟夫·格雷斯
約翰·約瑟夫·格雷斯（Johann Joseph Görres，1776年1月25日—1848年1月29日）是德國作家、哲學家、神學家、歷史學家、記者，代表作是『基督教的神秘思想』。

## 著作一覽
- 亞洲神話史
- 基督教的神秘思想

等